# ساپونیت
ساپونیت  (به انگلیسی: Saponite) با فرمول شیمیایی Mg3 [ (OH)2 - Al 0.33 Si 3.67 O10] 0.33-.Na 0.33 (H2O)4 از مجموعه کانی هاست و کانی‌های مشابه تالک و پیروفیلیت که با انحلال در اسید سولفوریک از آنها متمایز می‌گردد. از کلمه یونانی Sapo به معنای صابون گرفته شده‌است. محلول در اسید سولفوریک - با آب مقطر تمیز می‌شود. ترکیب شیمیایی ناپایدار برای اولین بار در کانادا کشف شد و از نظر شکل بلور: فلسی، رنگ: سفید - متمایل به زرد، سبز، قرمز، آبی، شفافیت: غیر شفاف، جلا: مات، رخ: کامل - مطابق باسطح، سیستم تبلور: مونوکلینیک و در رده‌بندی سیلیکات است و منشأ تشکیل آن ثانوی است.
همایند کانی‌شناسی (پارانژ) آن تالک - پیروفیلیت- سرپانتین است
، از نظر ژیزمان توده‌ای با دانه‌های ظریف فراوان است و بیشتر در انگلستان، آفریقای جنوبی، آمریکا و کانادا یافت می‌شود.